# 1843 na literatura

## Nascimentos
| Data        | Nome        | Profissão | Nacionalidade  | Observações | Ref |
| ----------- | ----------- | --------- | -------------- | ----------- | --- |
| 15 de Abril | Henry James | escritor  | Estados Unidos | m. 1916     |     |

## Mortes
| Data          | Nome              | Profissão                              | Nacionalidade  | Observações | Ref |
| ------------- | ----------------- | -------------------------------------- | -------------- | ----------- | --- |
| 11 de Janeiro | Francis Scott Key | poeta                                  | Estados Unidos | n. 1779     |     |
| 21 de Março   | Robert Southey    | historiador, escritor prosador e poeta | Inglaterra     | n. 1774     |     |